# Patterson (Califórnia)
Patterson é uma cidade localizada no estado americano da Califórnia, no condado de Stanislaus. Foi incorporada em 22 de dezembro de 1919.

## Geografia
De acordo com o United States Census Bureau, a cidade tem uma área de 15,4 km², onde todos os 15,4 km² estão cobertos por terra.

### Localidades na vizinhança
O diagrama seguinte representa as localidades num raio de 24 km ao redor de Patterson.

## Demografia
Segundo o censo nacional de 2010, a sua população é de 20 413 habitantes e sua densidade populacional é de 1 324,62 hab/km². É a cidade que, em 10 anos, teve o maior crescimento populacional do condado de Stanislaus. Possui 6 328 residências, que resulta em uma densidade de 410,63 residências/km².